# Срђан Гашић
Срђан Гашић (Ријека, СФРЈ, 23. новембар 1975) је бивши српски фудбалер, а сада фудбалски тренер.

## Играчка аријера
Каријеру је започео у Гочу из Врњачке Бање. Са 19 година напушта Гоч и одлази у Слогу. Касније је наступао за Јединство, ОФК Београд, Јавор, Раднички, Вихрен и Металац. 2006. године потписује за Брејдаблик, за који игра три сезоне. По завршетку уговора, враћа се у Србију где наступа две сезоне за Тимок из Зајечара. Укупно је одиграо 393 утакмице, и постигао 18 голова.

### ФК Јавор
Највећи траг у српском фудбалу оставио је играјући за Јавор, чији је био дугогодишњи капитен. За три године у Јавору одиграо је 80 утакмица и постигао 2 гола. Најзначајнији успеси су му улазак у Супер лигу Србије 2002. године, и победа против Црвене звезде 23. новембра 2002. године 1:0.

### Брејдаблик
Врхунац каријере достигао је 2006. године када је у својој 31. години потписао за исландског суперлигаша Брејдаблик.
Са Брејдабликом је бележио добре резултате, једно финале и два полуфинала купа за 3 сезоне проведених на острву.
Био је 4. најбоље оцењени играч у све три сезоне према оценама тамошњих новинара. Након истека уговора, одлучује да се врати у Србију и прихвати позив Тимока са којим договара уговор на 2 сезоне. Након тога одлучује да заврши професионалну каријеру.

## Тренерска каријера
2011. године, уписује тренерску школу и постаје власник УЕФА Б лиценце, а потом и УЕФА А лиценце.
Најпре је водио млађе категорије локалних врњачких клубова Волеја и Гоча, да би се касније ухватио у коштац сениорског фудбала прихвативши позиве најпре Слоге као помоћни тренер, а потом и Прве петолетке из Трстеника као шеф стручног штаба.
Добри резултати које је правио са Првом петолетком нису остали незапажени па је убрзо уследио позив ФК Јагодине. У Јагодини је провео полусезону водивши кадете и изборивши опстанак у лиги, због чега је и доведен на полусезони. Након турбуленција у управи Јагодине, враћа се у Прву петолетку, са којом осваја куп ОФС и игра полуфинале купа РИС-а.
У децембру 2017. године прихвата позив фудбалске Академије Ћиквандао из Кине где тренутно ради као тренер млађих селекција и предавач фудбалске теорије и тактике.
Његов син Лука Гашић је такође фудбалер.